# The War of Art
The War of Art é o décimo quinto episódio da vigésima quinta temporada do seriado de animação de comédia de situação The Simpsons, sendo exibido originalmente na noite de 23 de março de 2014 pela FOX nos Estados Unidos. No episódio, um animal de estimação de Lisa destrói uma obra de arte da sala de estar dos Simpsons, logo Homer e Marge apaixonam-se por uma bela pintura na venda de Kirk Van Houten, onde Homer quer pagar vinte dólares.
O episódio foi bem recebido pela crítica de televisão especializada. De acordo com o instituto de mediação de audiências Nielsen, foi assistido por 3,98 milhões de espectadores em sua exibição original e recebeu uma quota de 1.9/5 no perfil demográfico de telespectadores entre os 18 aos 49 anos de idade.

## Produção
O episódio foi escrito por Rob LaZebnik e dirigido por Steven Dean Moore. Este é o primeiro episódio escrito por LaZebnik nesta temporada, sendo o último The Changing of the Guardian, da vigésima quarta. Dean Moore faz sua segunda participação como diretor nesta temporada, sendo a última em White Christmas Blues, exibido em dezembro de 2013.
O ator sueco Max von Sydow foi a estrela convidada, interpretando Klaus Ziegler.

## Enredo
Um animal de estimação de Lisa destrói uma obra de arte da sala de estar dos Simpsons, logo Homer e Marge apaixonam-se por uma bela pintura na venda de Kirk Van Houten, onde Homer quer pagar vinte dólares. Mas quando Lisa revela é de um famoso pintor do início do século XX e pode valer cem mil dólares, Marge e Homer enfrentam um dilema: dividir o dinheiro com o Van Houten, ou mantê-lo como uma "almofada" para seus filhos.
O problema divide a cidade: alguns acreditam que o dinheiro deve ser dividido e outros acreditam que ele deve ser guardado como uma "poupança" para os filhos.

## Recepção

### Crítica
No geral, O episódio foi bem recebido pela crítica de televisão especializada. Dennis Perkins, do The A.V. Club, deu ao episódio um "B", dizendo que "a semana anterior tinha sido ruim, e que era de se esperar que o episódio fosse melhor", e que "há o sentido desanimador de que um episódio de competência tranquila sem tropeços é o suficiente". Tony Sokol, do Den of Geek, deu ao episódio 4 estrelas de 5, dizendo que "The Simpsons eleva-se sobre todas as sitcoms de TV atuais" e que "o pior episódio da série ainda terá mais risadas do que o melhor episódio de uma série como Modern Family". Já Tereza Lopez, do TV Fanatic, não foi tão positiva. Ela classificou o episódio com duas estrelas de cinco, dizendo que "Apesar de ter um olhar claramente focado e perspicaz para as formas de como o dinheiro pode arruinar relacionamentos, faltava-lhe o humor necessário para equilibrar as lições de mão pesada."

### Análise
O episódio gira em torno de dois temas: o valor intrínseco e a emissão de falsificações de obras de arte. Ele também questiona a noção de propriedade sobre um produto "sem valor", que é posteriormente considerado digno; é um direito de dividir o dinheiro com os proprietários originais? Den of Geek observou que o episódio traz à tona a "beleza da falsificação", e ainda ponderou sobre o assunto, dizendo que "a arte é um espelho voltado para refletir a realidade, e não há espelho grande o suficiente para que toda a arte seja falsificada". O episódio não oferece respostas fáceis e em vez disso está aberto à interpretações. A crítica do TV Fanatic observa que "É fácil ver como a pintura facilmente divide toda a cidade de Springfield. Nós certamente podemos compreender ambos os lados do debate."
O Los Angeles Times argumentou que o episódio "ecoou uma série de histórias de arte da vida real, incluindo o caso de Wolfgang Beltracchi, o falsificador de arte condenado que foi recentemente perfilado em 60 Minutes, bem como no caso de uma pintura de Pierre-Auguste Renoir que foi comprada em um mercado popular por US$ 7". Ele fechou o artigo dizendo que "a beleza é a beleza, se pendura nas paredes de uma galeria de arte ou na parede de um calouro na Cal State Fullerton". O The A.V. Club observou que "Homer não precisa entender a natureza da arte. Ele precisa perceber que é um idiota egoísta".

### Audiência
A exibição original do episódio em 23 de março de 2014 foi vista por 3,98 milhões de telespectadores, recebendo 1,9 ponto de audiência. Foi o segundo show mais assistido da FOX naquela noite, perdendo apenas para Family Guy, que foi visto por 4,38 milhões de telespectadores.